# Lina Poletti
Lina Poletti, nacida como Cordula Poletti (Ravena, 27 de agosto de 1885-San Remo, 12 de diciembre de 1971), fue una escritora, poeta, dramaturga y feminista italiana. A menudo descrita como hermosa y rebelde, solía usar ropa de hombre.  Es considerada una de las primeras mujeres en Italia en declarar abiertamente su lesbianismo.

## Biografía
Poletti nació en Ravena de Rosina Donati y Francesco Poletti, la tercera de cuatro hijas. Su familia era acomodada y poseía una casa cerca de la Piazza del Popolo. Estudió con Giovanni Pascoli en la Universidad de Bolonia y completó su educación en 1907 con una tesis que analizaba la poesía de Giosuè Carducci.

### Carrera y activismo
En 1908 asistió al Primer Congreso Nacional de Mujeres (Primo Congresso Femminile Nazionale) organizado por el Consiglio Nazionale delle Donne Italiane (Consejo Nacional de Mujeres Italianas, CNDI) en Roma. La conferencia marcó un cambio en el movimiento de mujeres en Italia de un enfoque en proyectos de bienestar humanitario a un compromiso con el sufragio femenino y el pleno reconocimiento de los derechos legales y cívicos de las mujeres. Allí conoció a la reconocida escritora Sibilla Aleramo, con quien compartió su compromiso con el cambio social que eliminaría la posición subordinada que ocupaban las mujeres en la sociedad italiana. Después de la conferencia, las dos mujeres trabajaron en un esfuerzo educativo por brindar educación al campesinado rural y los esfuerzos de socorro en Calabria y Sicilia después del terremoto de diciembre de 1908. Poletti y Aleramo pronto se involucraron en una relación apasionada, a pesar de que Aleramo vivía con Giovanni Cena it, un conocido poeta de Turín desde 1902. Aleramo expresó en sus cartas a Poletti que nunca se sintió culpable por haberlos amado a ambos al mismo tiempo, pero tanto Poletti como Cena tenían dificultad para aceptar que podía amar a cada uno de ellos. Poletti no pudo persuadir a Aleramo para que eligiera entre ellos y tanto Cena como Poletti terminaron su relación con ella a fines de 1910. Al año siguiente, Poletti se casó con Santi Muratori, el director de la Biblioteca Classense en Ravena, aunque no vivieron juntos. Poco después de su matrimonio, conoció a Eleonora Duse, en ese momento una popular actriz de teatro, y comenzaron una relación. Las dos se mudaron juntas a una casa ubicada en Florencia, Italia, donde Poletti comenzó a trabajar en varias obras para Duse. Se mudaron a Venecia y vivieron juntas dos años. Al terminar la relación, regresó a Ravena y comenzó a escribir. De 1918 a 1958, Poletti mantuvo una relación con la condesa Eugenia Rasponi, una mujer noble y feminista. Poletti y Rasponi inicialmente vivieron juntas en el Palazzo Rasponi Murat, pero después de albergar el congreso de la CNDI en el palacio en 1921, decidieron mudarse a Roma. En Roma, vivieron en Via Giovanni Battista Morgagni y se involucraron en varios salones intelectuales. Asistieron a reuniones teosóficas y filosóficas y viajaron por Europa y Asia en busca de respuestas para la existencia. Organizaron seminarios para Jiddu Krishnamurti, un filósofo antifascista, que fue una de las primeras personas en introducir el budismo en Italia. Poletti no pudo escribir durante los veinte años de fascismo en Italia, ya que ella y Rasponi estaban constantemente bajo el escrutinio de las autoridades y su casa era a menudo allanada.
Poletti está considerada como una de las primeras mujeres que declaró abiertamente su lesbianismo.

### Muerte y legado
Poletti murió el 12 de diciembre de 1971 en San Remo, en la región costera del norte de Liguria. En l'Archivio Aleramo della Fondazione Gramsci (Archivo Aleramo de la Fundación Gramsci) en Roma, los diarios y cartas de Aleramo sacaron a la luz su relación con Poletti. Se pueden encontrar extractos de los temas discutidos entre ellas en Lettere d'amore a Lina (Cartas de amor a Lina) de Aleramo, que se convertiría en una de las principales feministas de Italia. Los escritos de Aleramo a Poletti se han estudiado en años más recientes debido a sus puntos de vista abiertos hacia las relaciones entre personas del mismo sexo.

## Obras
- 1918: Il poema della Guerra.[1]
- 1919: Il cipressetto della rocca un Santarcangelo di Romagna.[1]
- 1921: La fabbrica dei mobili Rasponi un Santarcangelo di Romagna
- 1934: Il XXXIII Canto del Paradiso letto nella sala di Dante en Ravenna.[1]
- 1934: Stazio nella Divina Commedia.[1]

### Citas
1. 1 2 3 4 5 6 7 8 9 10 11 12  Cenni, 2015.
2. 1 2 3 4 5  Borghi, 2011.
3. ↑  Zitani, 2009, p. 119.
4. ↑  Zitani, 2009, p. 117.
5. ↑  Zitani, 2009, pp. 123-124.
6. ↑  Zitani, 2009, p. 127.
7. ↑  Missiroli, 2008.
8. 1 2  Guazzo, 2010, p. 105.
9. ↑  Malagreca, 2006, p. 73.
10. ↑  Zitani, 2009, p. 115-140.